# Donovan Estates
Donovan Estates es un lugar designado por el censo ubicado en el condado de Yuma en el estado estadounidense de Arizona. En el Censo de 2010 tenía una población de 1508 habitantes y una densidad poblacional de 4.811,92 personas por km².

## Geografía
Donovan Estates se encuentra ubicado en las coordenadas 32°42′34″N 114°40′42″O / 32.70944, -114.67833. Según la Oficina del Censo de los Estados Unidos, Donovan Estates tiene una superficie total de 0.31 km², de la cual 0.31 km² corresponden a tierra firme y (0%) 0 km² es agua.

## Demografía
Según el censo de 2010, había 1.508 personas residiendo en Donovan Estates. La densidad de población era de 4.811,92 hab./km². De los 1.508 habitantes, Donovan Estates estaba compuesto por el 53.45% blancos, el 0.6% eran afroamericanos, el 0.53% eran amerindios, el 0.53% eran asiáticos, el 0.4% eran isleños del Pacífico, el 38.66% eran de otras razas y el 5.84% pertenecían a dos o más razas. Del total de la población el 93.37% eran hispanos o latinos de cualquier raza.